# الضهار (إب)

تعديل مصدري - تعديل

الضهار محلة تابعة لقرية المناخ، التابعة لعزلة ميتم بمديرية إب إحدى مديريات محافظة إب في الجمهورية اليمنية.، بلغ تعداد سكانها 221 حسب تعداد اليمن لعام 2004.